# Tomas Tomasek
Tomas Tomasek (* 31. März 1949 in Hamburg) ist ein deutscher Germanist mit dem Schwerpunkt germanistische Mediävistik.
Seit 1993 ist er Professor (C 4) für Deutsche Philologie (Mittelalterliche deutsche Literatur) an der Westfälischen Wilhelms-Universität Münster. Von 2002 bis 2004 war er Dekan der Philosophischen Fakultät der Universität Münster.
Er ist Leiter des Forschungsprojekts „Neuedition des ‚Tristan‘ Gottfrieds von Straßburg“, das von 2011 bis 2018 von der DFG gefördert wurde.

## Schriften (Auswahl)
- Die Utopie im „Tristan“ Gotfrids von Straßburg. Niemeyer, Tübingen 1985 (zugleich: Hamburg, Universität, Dissertation 1980), ISBN 978-3-484-15049-2.
- Das deutsche Rätsel im Mittelalter. Niemeyer, Tübingen 1994, ISBN 978-3-484-15069-0.
- Gottfried von Straßburg. Reclam, Stuttgart 2007, ISBN 978-3-15-017665-8.